# Kazachstánská vlajka

Kazachstánská vlajka
Poměr stran: 1:2

Kazachstánská státní námořní vlajka
Poměr stran: 1:2

Kazachstánská námořní válečná vlajka
Poměr stran: 1:2

Vlajka Kazachstánu je tvořena světle modrým listem o poměru stran 1:2, v jehož středu je slunce s 32 paprsky, pod nímž je letící orel. U žerdi je svislý pruh s národním ornamentem. Kresba slunce, paprsků, orla i ornamentu je žlutá (dle oficiálního popisu zlatá). V normě KR ST 988-2007 jsou uvedeny barvy použité na vlajce v systému Pantone: modrá 3125U a žlutá 102U.
Modrá barva symbolizuje svornost, Kazachy a nebe. Slunce symbolizuje bohatství, orel štědrost, bystrost a vznešenost úmyslů. Ornament představuje jednotu lidu Kazachstánu.

Rozměry kazachstánské vlajky
Kazachstánská lodní vlajka (Naval Jack) Poměr stran: 1:1

## Historie
V rámci složitého historického vývoje bylo území dnešního Kazachstánu obsazeno Mongoly. Po úpadku Zlaté Hordy byl kolem roku 1465 vytvořen Kazašský chanát, navazující na předmongolské říše. V období od roku 1734 přijímaly jednotlivé kazašské kmenové skupiny ruský protektorát. Roku 1868 bylo území anektováno Ruským impériem, první oficiální vlajkou na území Kazachstánu je tedy ruská bílo-modro-červená trikolora.
První zmínka o kazašské národní vlajce pochází z kolem roku 1911 z Charty kazašské země, kterou sepsal kazašský lingvista Barlybek Syrtanov: „Země Kazachů má vlajku. Vlajka se skládá ze zeleného, červeného a žlutého vodorovného pruhu. V horním rohu je kresba půlměsíce hvězdy.” Není však známo, zda se tato vlajka v praxi užívala. (není obrázek)
V roce 1917 vzniklo kazašské hnutí Alaš. V prosinci, po Říjnové revoluci v Rusku, byla na 2. všekyrgyzském sjezdu v Orenburgu, vyhlášena Alašská autonomie, jako součást federálního Ruska. Ta, dle některých zdrojů, užívala vlastní vlajku, kterou tvořil červený list s uprostřed umístěným půlměsícem a hvězdou. Na většině území Kazachstánu, však byla nastolena sovětská moc a probíhala občanská válka.
Dle dalších zdrojů byla vlajka podobná, ne-li stejná jako vlajka z roku 1911, není však jasné pořadí pruhů, ani to, zda šlo o pruhy svislé či vodorovné.
V květnu 1918 byla jižní část dnešního Kazachstánu (Syrdarská a Semirečská oblast) začleněna do Turkestánské ASSR (v rámci RSFSR) a na zbytku území byla v říjnu (opět v rámci RSFSR) vyhlášena Kyrgyzská ASSR. V obou celcích se užívala vlajka RSFSR.
30. prosince 1922 byl vyhlášen Sovětský svaz a na území dnešního Kazachstánu se začala užívat vlajka Sovětského svazu (historicky v různých variantách). 20. září 1924 bylo na území Kyrgyzské ASSR, dekretem Velkého prezidia kyrgyzského ústředního výkonného výboru „O vlajce”, zakázáno užívat jiné vlajky, než vlajky Sovětského svazu. V letech 1924–1925 byly Syrdarská a Semirečská oblast přičleněny ke Kyrgyzské ASSR a v dubnu byla republika přejmenována na (historicky správný název) Kazašskou ASSR.

Vlajka Ruského impéria na území Kazachstánu (1868–1918/1922) Poměr stran: 2:3
Varianta vlajky Alašské autonomie (1917–1918)
Varianta vlajky Alašské autonomie (1917–1918)
Vlajka Ruské SFSR na území Kazachstánu (1918–1922) Poměr stran: 1:2

5. prosince 1936 byla Kazašská ASSR přeměněna na Kazašskou SSR. 26. března 1937 byla přijata ústava Kazašské SSR, která v článku 123 obsahovala popis vlajky: vlajku tvořil červený (šarlatový) list o poměru stran 1:2, který měl v horním rohu zkřížený srp a kladivo nad žlutými nápisy (latinkou) QAZAQ SSR a (cyrilicí) КАЗАХСКАЯ ССР.
10. listopadu 1940 byl přijat zákon Kazašské SSR o přechodu kazašského písma z latinky do cyrilice a ihned došlo ke změně vlajky: červený (šarlatový) list o poměru stran 1:2, v žerďové části zlatý zkřížený srp a kladivo, mírně posunutý k hornímu okraji, napravo od emblému byly pod sebou azbukou žluté nápisy Қазақ СССР a Казахская ССР.
24. ledna 1953 byla zavedena, výnosem prezidia Nejvyššího sovětu Kazašské SSR, nová vlajka Kazašské SSR: list o poměru stran 1:2 se třemi vodorovnými pruhy: červeným, modrým a červeným o poměru šířek 6:2:1. V horní polovině žerďové části, ve vzdálenosti ¼ délky listu od žerdi, byl zkřížený žlutý srp s kladivem, nad nimi červená, žlutě lemovaná, pěticípá hvězda.
V roce 1978 potvrdila vlajku Ústava Kazašské SSR. Nařízením o státní vlajce Kazašské SSR byly dne 28. srpna 1981 upřesněny proporce emblému na vlajce. Srp s kladivem měly být vepsány do pomyslného čtverce o straně rovné ¼ šířky vlajky; špička srpu se má dotýkat horní strany, násady pak mají končit v dolních rozích tohoto čtverce. Délka rukojeti kladiva byla rovná ¾ úhlopříčky čtverce. Hvězda byla vepsána do pomyslné kružnice o průměru rovném ⅛ šířky vlajky, jež se dotýkala středu horní strany uvedeného čtverce. Vzdálenost svislé osy hvězdy od žerdi byla rovná ¼ délky vlajky a její střed byl od horního okraje vlajky ve vzdálenosti rovné ⅛ šířky listu. Zároveň bylo stanoveno, že na rubové straně tento emblém nebude (stalo se tak po úpravě vlajky Sovětského svazu v roce 1980, postupně tuto úpravu kodifikovala většina svazových republik, v praxi se však zřejmě příliš nedodržovala).

Vlajka Kazašské sovětské socialistické republiky (1937–1940)
Vlajka Kazašské sovětské socialistické republiky (1940–1953)
Vlajka Kazašské sovětské socialistické republiky (1936–1991) Rozdílná rubová strana (1981–1991)
Rubová strana vlajky Kazašské SSR (1981–1991)

25. října 1990, v souvislosti s rozpadem Sovětského svazu, přijal Nejvyšší sovět Kazašské SSR deklaraci o svrchovanosti země v rámci SSSR. 10. prosince 1991 byla Kazašská SSR přejmenována na Republiku Kazachstán a 16. prosince 1991 byla vyhlášena nezávislost. Vlajka nebyla změněna, ale byla vyhlášena soutěž na novou vlajku. Z téměř 500 návrhů byl vybrán návrh kazašského designéra a umělce Šákena Nijazbekova (1938–2014), který byl 4. června 1992, na 8. zasedání kazašského parlamentu, schválen. Vlajku tvořil světle modrý list o poměru stran 1:2 se stylizovaným žlutým sluncem w 32 paprsky a pod ním stylizovaná kresba žlutého, letícího orla. Celý emblém byl poněkud posunut od středu k žerdi, kde byl červený, národní ornament, tvořený pěti stejnými prvky, v podobě nesouvislého, svislého pruhu.
Po kritice této vlajky (prezidentem Nursultanem Nazarbajevem) byla změněna barva ornamentu na žlutou. Tato vlajka byla poprvé vztyčena 6. června 1992 nad rezidencí prezidenta.
Až do 1. ledna 1994 bylo, legislativními akty, povoleno, z důvodu technických potíží v zavádění nové vlajky, povoleno užívání i starých vlajek Kazašské SSR.

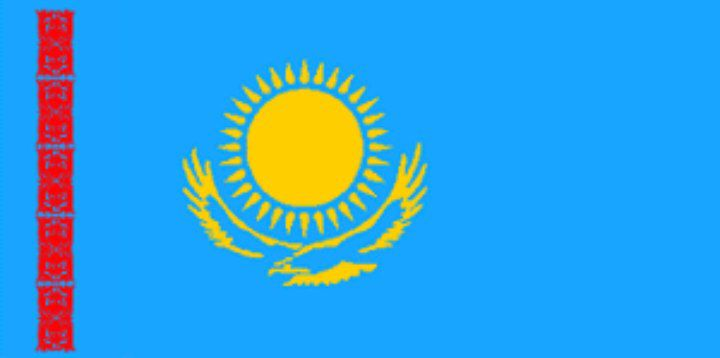
Kazašská vlajka (1992), podoba 1. schválení Poměr stran: 1:2
Kazašská vlajka (1992–1996) Poměr stran: 1:2

Krátce po schválení překreslil Nijazbekov, se souhlasem prezidenta Nazarbajeva, ornament na vlajce do současné podoby. Tato podoba byla potvrzena prezidentským dekretem č. 2797 ze dne 24. ledna 1996. Popis vlajky byl uveden v ústavním zákoně č. 258-III „O státních symbolech Republiky Kazachstán”, schválený prezidentem Nazarbajevem 4. července 2007. Podrobné požadavky na vlajky (materiál, barvy, proporce, tkaninu) jsou uvedeny v normě KR ST 988-2007 („Státní vlajka Republiky Kazachstán. Všeobecné specifikace”) z téhož roku.

## Prezidentská vlajka
V letech 1995–2012 tvořil prezidentskou vlajku modrý list o poměru stran 2:3. Uprostřed vlajky byl zlatý kruh, ve kterém byla postava mladého vůdce éry Saků se zdviženou pravicí, sedícího na okřídleném leopardovi. Pod leopardem byly zasněžené horské vrcholy. Vlajka byla ze tří stran olemována zlatými třásněmi. Vlajka byla schválena 29. prosince 1995.
Nová vlajka kazašského prezidenta byla schválena jeho dekretem č. 414 z 31. října 2012. Je tvořena modrým listem o poměru stran 1:2 (odstín modré odpovídá barvě státní vlajky), v jehož středu je umístěn státní znak. U žerdi je svislý pruh s národním ornamentem. Je-li používána jako prapor, na horním, dolním a vlajícím okraji je doplněna zlatými třásněmi. Poprvé byla vztyčena na rezidenci prezidenta Nursultána Nazarbajeva dne 1. prosince 2014.

Vlajka kazašského prezidenta (1995–2012) Poměr stran: 1:2
Vlajka kazašského prezidenta Poměr stran: 1:2

## Vlajky kazašských oblastí

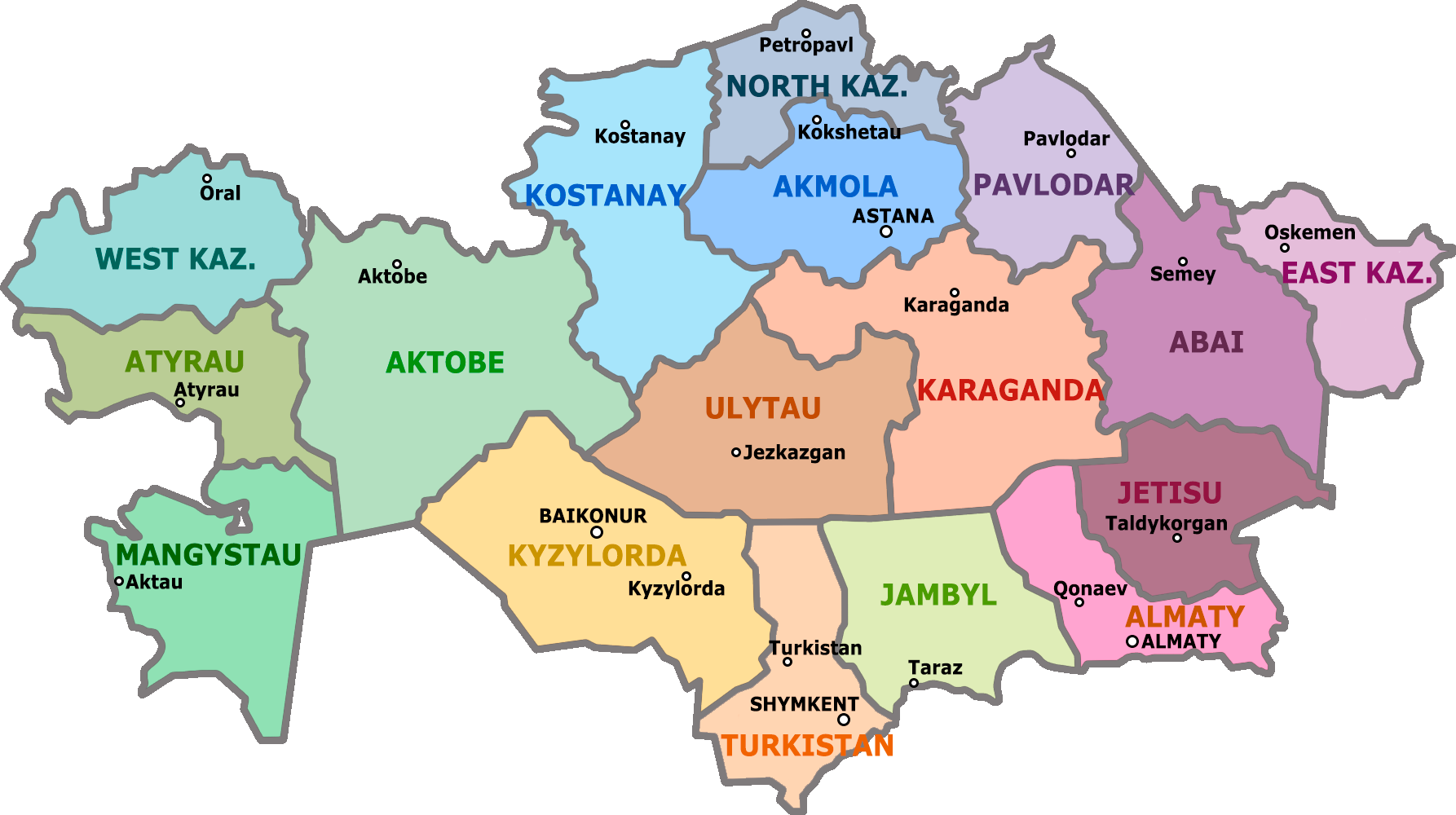
Administrativní členění Kazachstánu

Kazachstán se člení (od roku 2022) na 3 města a 17 oblastí.

Astana Poměr stran: 1:2

Města
- Astana
Poměr stran: 1:2

Oblasti

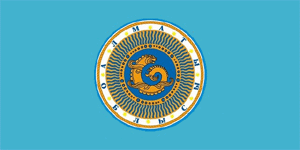
Almatská oblast Poměr stran: 1:2
Karagandská oblast Poměr stran: 2:3
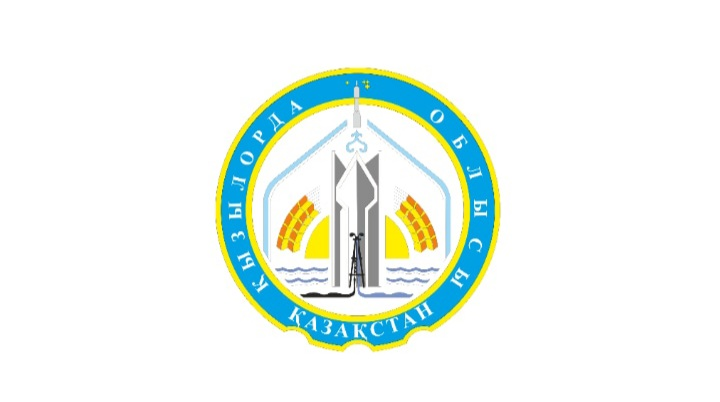
Kyzylordská oblast Poměr stran: 5:9

## Bajkonur
V Kyzylordské oblasti se nachází kosmodrom Bajkonur s městem Bajkonur. Do roku 2050 je území pronajato Ruské federaci a je tedy pod její správou.

Bajkonur Poměr stran: 1:2

- Bajkonur
Poměr stran: 1:2